# Hypolycaena buxtoni
Buxton’s Hairstreak (Hypolycaena buxtoni) là một loài bướm ngày thuộc họ Bướm xanh. Nó được tìm thấy ở nam Africa.
Sải cánh dài 25–30 mm đối với con đực và 28–33 mm đối với con cái. Con trưởng thành bay từ tháng 9 đến tháng 5 (nhiều nhất vào tháng 10 và tháng 11) và from tháng 2 đến tháng 5 (nhiều nhất vào tháng 3 và tháng 4). Có hai lứa trưởng thành một năm.

## Phụ loài
- Hypolycaena buxtoni buxtoni (Cape, KwaZulu-Natal, Zimbabwe, Malawi)
- Hypolycaena buxtoni spurcus Talbot, 1929 (Zambia, nam Zaire (Shaba), tây nam Tanzania)
- Hypolycaena buxtoni rogersi Bethune-Baker, 1924 (the bờ biển của đông Kenya và đông Tanzania)